# Ballymoney (Borough)
Ballymoney (irisch Baile Monaidh) war einer der 26 nordirischen Districts, die von 1973 bis 2015 bestanden. Der District, dessen Gebiet in der traditionellen Grafschaft Antrim lag, besaß den Status eines Borough. Bedeutende Orte im Borough waren die Stadt Ballymoney, die auch Verwaltungssitz war, sowie Dervock, Dunloy, Cloughmills und Rasharkin. Zum 1. April 2015 ging er im neuen District Causeway Coast and Glens auf.

## Ballymoney Council
Die Wahl zum Ballymoney Council am 11. Mai 2011 hatte folgendes Ergebnis:
| Partei | Partei                                    | Ergebnis 2011 | Ergebnis 2011 | Veränderung zu 2005 | Veränderung zu 2005 |
| Partei | Partei                                    | Sitze         | Stimmen       | Sitze               | Stimmen             |
| ------ | ----------------------------------------- | ------------- | ------------- | ------------------- | ------------------- |
|        | Democratic Unionist Party (DUP)           | 8             | 45,3 %        | 0                   | −3,6 %              |
|        | Sinn Féin                                 | 3             | 20,5 %        | 0                   | 0,5 %               |
|        | Ulster Unionist Party (UUP)               | 2             | 13,7 %        | 0                   | −1,4 %              |
|        | Social Democratic and Labour Party (SDLP) | 1             | 9,9 %         | −1                  | −2,4 %              |
|        | Traditional Unionist Voice                | 1             | 7,6 %         | 1                   | 7,6 %               |
|        | Unabhängige                               | 1             | 3,0 %         | 0                   | −0,8 %              |